# Tumbeskolibrie
De tumbeskolibrie (Thaumasius baeri synoniem: Leucippus baeri) is een vogel uit de familie Trochilidae (kolibries).

## Verspreiding en leefgebied
Deze soort komt voor in zuidwestelijk Ecuador en noordwestelijk Peru.